# The Law (angielski zespół muzyczny)
The Law – angielski rockowy zespół muzyczny, funkcjonujący w latach 1991–1992.

## Historia
Zespół powstał w 1991 roku, kiedy to współpracę podjęli wokalista Paul Rodgers (Free, Bad Company, The Firm) oraz perkusista Kenney Jones (Small Faces, The Faces, The Who). Nazwa zespołu pochodziła od dotyczącego picia alkoholu przez nieletnich napisu „It’s the law”, który muzycy zobaczyli w barze. Muzycy wpadli na pomysł wykorzystania różnych muzyków wspierających, co miało na celu realizację dowolnych pomysłów Rodgersa, po czym zatrudnili muzyków studyjnych, w tym Johna Staehely'ego i Pino Palladino, a także gości – Davida Gilmoura, Chris Reę i Bryana Adamsa. Rodgers ograniczył tworzenie materiału, powierzając to zadanie takim osobom, jak Adams, Rea, Phil Collen i Benny Mardones.
W 1991 roku został wydany jedyny album grupy pt. The Law. Album był promowany przez single „Miss You in a Heartbeat”, „Laying Down the Law”, „For a Little Ride” oraz „Come Save Me (Julianne)”. Utwór „Laying Down the Law” zajął pierwsze miejsce na liście Billboardu z muzyką AOR oraz 68. na liście RPM100, natomiast „Miss You in a Heartbeat” na kanadyjskiej liście zajął 90. pozycję. Sam album natomiast był 61. na UK Albums Chart oraz 126. na Billboard 200.
Z powodu rozczarowujących wyników komercyjnych zespół wkrótce później został rozwiązany.

## Dyskografia
- The Law (1991)